# Indywidualne Mistrzostwa Australii na Żużlu 2008
Indywidualne Mistrzostwa Australii 2008

## Terminarz
Terminarz IM Australii:
- 29 grudnia – 1 runda w Mildurze
- 2 stycznia – 2 runda w Adelaide
- 5 stycznia – 3 runda w Mount Gambier
- 9 stycznia – 4 runda w Newcastle
- 11 stycznia – 5 runda w Sydney

## Wyniki

### 1 runda – Mildura
Pierwsza runda Indywidualnych Mistrzostw Australii. Odbyła się ona w ostatnią sobotę w Mildurze. Najlepszy okazał się faworyt całego cyklu – Chris Holder. Za nim w finale przyjechali Cameron Woodward oraz Travis McGowan. Czwarte miejsce przypadło Fredrikowi Lindgrenowi ze Szwecji.
- 29 grudnia 2007 r. (sobota),  Mildura

| Msc. | Zawodnik              | Stan                  | Pkt  |             |  |
| ---- | --------------------- | --------------------- | ---- | ----------- |  |
| 1    | (15) Chris Holder     | Nowa Południowa Walia | 14+3 | (3,3,3,2,3) |  |
| 2    | (3) Cameron Woodward  | Wiktoria              | 12+2 | (3,2,2,2,3) |  |
| 3    | (8) Travis McGowan    |                       | 12+1 | (2,2,3,3,2) |  |
| 4    | (4) Fredrik Lindgren  | bez stanu             | 11+0 | (0,3,3,3,2) |  |
| 5    | (10) Troy Batchelor   | Queensland            | 10+3 | (2,2,2,3,1) |  |
| 6    | (5) Filip Šitera      | bez stanu             | 10+2 | (1,3,2,1,3) |  |
| 7    | (6) Cory Gathercole   | Wiktoria              | 9+1  | (3,0,3,1,2) |  |
| 8    | (14) Joe Screen       | bez stanu             | 10+0 | (2,3,1,3,1) |  |
| 9    | (2) Jason Doyle       | Nowa Południowa Walia | 6    | (2,1,0,0,3) |  |
| 10   | (11) Aaron Summers    | Australia Południowa  | 5    | (3,1,0,1,0) |  |
| 11   | (1) Robert Ksiezak    |                       | 5    | (1,1,1,2,0) |  |
| 12   | (13) Tyron Proctor    | Wiktoria              | 5    | (1,0,1,2,1) |  |
| 13   | (9) Lee Herne         | Nowa Południowa Walia | 4    | (1,2,0,t,1) |  |
| 14   | (8) Josh Grajczonek   | Queensland            | 3    | (0,0,0,1,2) |  |
| 15   | (16) Tom Hedley       | Wiktoria              | 2    | (0,w,2,0,w) |  |
| 16   | (12) Trevor Harding   |                       | 2    | (0,1,1,0,-) |  |
|      | rez. James Holder     | Nowa Południowa Walia | 0    | (0,0)       |  |
|      | rez. Richard Sweetman | Nowa Południowa Walia | 0    | (0)         |  |

Wyścig po wyścigu:
1. Woodward, Doyle, Ksiezak, Lindgren
2. Gathercole, McGowan, Šitera, Grajczonek
3. Summers, Batchelor, Herne, Harding
4. Ch. Holder, Screen, Proctor, Hedley
5. Šitera, Herne, Ksiezak, Proctor
6. Screen, Batchelor, Doyle, Gathercole
7. Ch. Holder, Woodward, Summers, Grajczonek
8. Lindgren, McGowan, Harding, Sweetman / Richard Sweetman za Toma Hedley, który został wykluczony z powodu taśmy
9. Gathercole, Hedley, Ksiezak, Summers
10. Ch. Holder, Šitera, Harding, Doyle (u)
11. McGowan, Woodward, Screen, Herne
12. Lindgren, Batchelor, Proctor, Grajczonek
13. Screen, Ksiezak, Grajczonek, Harding (w/u)
14. McGowan, Proctor, Summers, Doyle (w/2min)
15. Batchelor, Woodward, Šitera, Hedley (U)
16. Lindgren, Ch. Holder, Gathercole, J. Holder / James Holder za Lee Herne który został wykluczony z powodu taśmy
17. Ch. Holder, McGowan, Batchelor, Ksiezak
18. Doyle, Grajczonek, Herne, Hedley (w)
19. Woodward, Gathercole, Proctor, J. Holder / James Holder za Trevora Harginga
20. Šitera, Lindgren, Screen, Summers
21. Finał B: Batchelor, Šitera, Gathercole, Screen
22. Finał A: Ch. Holder, Woodward, McGowan, Lindgren

### 2 runda – Adelajda
W Adelaide rozegrano drugą eliminację Indywidualnych Mistrzostw Australii. Zwyciężył, podobnie jak w Mildurze, Chris Holder, który w całych zawodach stracił tylko jeden punkt. Ponownie poniżej oczekiwań wypadł szwedzki zawodnik Fredrik Lindgren.
- 2 stycznia 2008 r. (środa),  Adelaide

| Msc. | Zawodnik             | Stan                  | Pkt  |             |  |
| ---- | -------------------- | --------------------- | ---- | ----------- |  |
| 1    | (4) Chris Holder     | Nowa Południowa Walia | 14+3 | (3,3,3,3,2) |  |
| 2    | (15) Troy Batchelor  | Queensland            | 10+2 | (3,2,3,d,2) |  |
| 3    | (3) Joe Screen       | bez stanu             | 13+1 | (1,3,3,3,3) |  |
| 4    | (11) Jason Doyle     | Nowa Południowa Walia | 11+0 | (3,1,2,2,3) |  |
| 5    | (7) Fredrik Lindgren | bez stanu             | 10+3 | (3,0,2,3,2) |  |
| 6    | (2) Cameron Woodward | Wiktoria              | 10+2 | (0,3,1,3,3) |  |
| 7    | (1) Filip Šitera     | bez stanu             | 9+1  | (2,1,3,w,3) |  |
| 8    | (13) Travis McGowan  |                       | 9+u  | (2,3,1,1,2) |  |
| 9    | (10) Robert Ksiezak  |                       | 6    | (1,2,0,2,1) |  |
| 10   | (16) Tyron Proctor   | Wiktoria              | 6    | (1,2,1,1,1) |  |
| 11   | (5) Cory Gathercole  | Wiktoria              | 5    | (0,2,2,0,1) |  |
| 12   | (12) Aaron Summers   | Australia Południowa  | 5    | (2,1,0,2,0) |  |
| 13   | (8) Trevor Harding   |                       | 4    | (2,0,2,0,0) |  |
| 14   | (6) Tom Hedley       | Wiktoria              | 4    | (1,1,0,1,1) |  |
| 15   | (9) Lee Herne        | Nowa Południowa Walia | 3    | (d,0,1,2,0) |  |
| 16   | (14) Josh Grajczonek | Queensland            | 1    | (0,0,0,1,0) |  |

Wyścig po wyścigu:
1. Ch. Holder, Šitera, Screen, Woodward
2. Lindgren, Harding, Hedley, Gathercole
3. Doyle, Summers, Ksiezak, Herne (d)
4. Batchelor, McGowan, Proctor, Grajczonek
5. McGowan, Gathercole, Šitera, Herne
6. Woodward, Ksiezak, Hedley, Grajczonek
7. Screen, Batchelor, Doyle, Lindgren
8. Ch. Holder, Proctor, Summers, Harding
9. Šitera, Doyle, Proctor, Hedley
10. Batchelor, Gathercole, Woodward, Summers
11. Screen, Harding, Herne, Grajczonek
12. Holder, Lindgren, McGowan, Ksiezak
13. Lindgren, Summers, Grajczonek, Šitera (w/u)
14. Woodward, Doyle, Mcgowan, Harding
15. Screen, Ksiezak, Proctor, Gathercole
16. Ch. Holder, Herne, Hedley, Batchelor (d)
17. Šitera, Batchelor, Ksiezak, Harding
18. Woodward, Lindgren, Proctor, Herne
19. Screen, McGowan, Hedley, Summers
20. Doyle, Ch. Holder, Gathercole, Grajczonek
21. Finał B: Lindgren, Woodward, Šitera, McGowan (u)
22. Finał A: Ch. Holder, Batchelor, Screen, Doyle

### 3 runda – Mount Gambier
Travis McGowan wycofał się z rozgrywek o mistrzostwo przed trzecią rundą. Chris Holder wygrał trzecią rundę Indywidualnych Mistrzostw Australii, która odbyła się w Mount Gambier. Drugie miejsce zajął Anglik Joe Screen, trzeci był Troy Batchelor. W ogólnej klasyfikacji turnieju przewodzi Holder, który wygrał jak na razie wszystkie rundy. Ma on 10 punktową przewagę nad drugim Batchelorem. Trzecie miejsce z taką samą ilością punktów zajmują Screen, Cameron Woodward oraz Szwed Fredrik Lindgren (wszyscy po 47. punktów).
- 5 stycznia 2008 r. (sobota),  Mount Gambier

| Msc. | Zawodnik              | Stan                  | Pkt  |             |  |
| ---- | --------------------- | --------------------- | ---- | ----------- |  |
| 1    | (13) Chris Holder     | Nowa Południowa Walia | 13+3 | (3,3,3,1,3) |  |
| 2    | (11) Joe Screen       | bez stanu             | 14+2 | (3,3,2,3,3) |  |
| 3    | (12) Troy Batchelor   | Queensland            | 11+1 | (1,3,3,2,2) |  |
| 4    | (2) Fredrik Lindgren  | bez stanu             | 13+0 | (3,3,2,2,3) |  |
| 5    | (10) Cameron Woodward | Wiktoria              | 9+3  | (0,2,2,3,2) |  |
| 6    | (7) Tom Hedley        | Wiktoria              | 9+2  | (3,t,1,3,2) |  |
| 7    | (1) Jason Doyle       | Nowa Południowa Walia | 9+1  | (2,0,3,1,3) |  |
| 8    | (9) Filip Šitera      | bez stanu             | 10+0 | (2,2,3,3,0) |  |
| 9    | (5) Robert Ksiezak    |                       | 7    | (2,1,1,1,2) |  |
| 10   | (14) Richard Sweetman | Nowa Południowa Walia | 5    | (2,1,2,0,d) |  |
| 11   | (16) Josh Grajczonek  | Queensland            | 5    | (1,2,1,0,1) |  |
| 12   | (3) Tyron Proctor     | Wiktoria              | 4    | (0,0,1,2,1) |  |
| 13   | (4) Lee Herne         | Nowa Południowa Walia | 3    | (1,0,0,2,w) |  |
| 14   | (6) Cory Gathercole   | Wiktoria              | 2    | (1,0,0,1,0) |  |
| 15   | (8) Trevor Harding    |                       | 2    | (0,1,0,0,1) |  |
| 16   | (15) Aaron Summers    | Australia Południowa  | 1    | (0,1,0,0,0) |  |
|      | rez. James Holder     | Nowa Południowa Walia | 2    | (2)         |  |

Wyścig po wyścigu:
1. Lindgren, Doyle, Herne, Proctor
2. Hedley, Ksiezak, Gathercole, Harding
3. Screen, Šitera, Batchelor, Woodward
4. Ch. Holder, Sweetman, Grajczonek, Summers
5. Ch. Holder, Šitera, Ksiezak, Doyle
6. Lindgren, Woodward, Sweetman, Gathercole
7. Screen, J. Holder, Summers, Proctor / James Holder zastąpił za Toma Hedleya który został wykluczony za taśmę
8. Batchelor, Grajczonek, Harding, Herne
9. Doyle, Screen, Grajczonek, Gathercole
10. Batchelor, Lindgren, Ksiezak, Summers
11. Šitera, Sweetman, Proctor, Harding
12. Ch. Holder, Woodward, Hedley, Herne
13. Hedley, Batchelor, Doyle, Sweetman
14. Screen, Lindgren, Ch. Holder, Harding
15. Woodward, Proctor, Ksiezak, Grajczonek
16. Šitera, Herne, Gathercole, Summers
17. Doyle, Woodward, Harding, Summers
18. Lindgren, Hedley, Grajczonek, Šitera (w)
19. Ch. Holder, Batchelor, Proctor, Gathercole
20. Screen, Ksiezak, Sweetman (d), Herne (w)
21. Finał B: Woodward, Hedley, Doyle, Sitera
22. Finał A: Ch. Holder, Screen, Batchelor, Lindgren

### 4 runda – Newcastle
Czwarta runda Indywidualnych Mistrzostw Australii. Jednak wciąż zawodnicy startujący w cyklu nie znaleźli sposobu na pokonanie Chrisa Holdera. W klasyfikacji turnieju wyprzedził Troya Batchelora i Joego Screena. Czwarte miejsce przypadło Jasonowi Doyle’owi.
- 9 stycznia 2008 r. (środa),  Newcastle

| Msc. | Zawodnik              | Stan                  | Pkt  |             |  |
| ---- | --------------------- | --------------------- | ---- | ----------- |  |
| 1    | (11) Chris Holder     | Nowa Południowa Walia | 14+3 | (3,2,3,3,3) |  |
| 2    | (9) Troy Batchelor    | Queensland            | 12+2 | (2,2,2,3,3) |  |
| 3    | (7) Joe Screen        | bez stanu             | 12+1 | (3,1,3,3,2) |  |
| 4    | (8) Jason Doyle       | Nowa Południowa Walia | 12+0 | (1,3,3,2,3) |  |
| 5    | (15) Fredrik Lindgren | bez stanu             | 12+3 | (3,3,2,2,2) |  |
| 6    | (3) Cameron Woodward  | Wiktoria              | 9+2  | (3,0,1,3,2) |  |
| 7    | (13) Tom Hedley       | Wiktoria              | 8+1  | (1,3,1,0,3) |  |
| 8    | (5) Filip Šitera      | bez stanu             | 8+0  | (2,d,3,1,2) |  |
| 9    | (2) Cory Gathercole   | Wiktoria              | 8    | (2,3,1,1,1) |  |
| 10   | (10) Lee Herne        | Nowa Południowa Walia | 7    | (1,2,2,2,0) |  |
| 11   | (14) James Holder     | Nowa Południowa Walia | 5    | (2,1,0,1,1) |  |
| 12   | (12) Robert Ksiezak   |                       | 3    | (0,0,0,2,1) |  |
| 13   | (6) Josh Grajczonek   | Queensland            | 3    | (0,0,2,1,0) |  |
| 14   | (1) Tyron Proctor     | Wiktoria              | 3    | (1,1,0,0,1) |  |
| 15   | (4) Trevor Harding    |                       | 2    | (0,2,0,d,0) |  |
| 16   | (16) Aaron Summers    | Australia Południowa  | 2    | (0,1,1,0,0) |  |
|      | rez. Kozza Smith      | Nowa Południowa Walia | ns   |             |  |

Wyścig po wyścigu:
1. Woodward, Gathercole, Proctor, Harding
2. Screen, Sitera, Doyle, Grajczonek
3. Ch. Holder, Batchelor, Herne, Ksiezak
4. Lindgren, J. Holder, Hedley, Summers
5. Hedley, Batchelor, Proctor, Sitera (d)
6. Gathercole, Herne, J. Holder, Grajczonek
7. Lindgren, Ch. Holder, Screen, Woodward
8. Doyle, Harding, Summers, Ksiezak
9. Ch. Holder, Grajzonek, Summers, Proctor
10. Sitera, Lindgren, Gathercole, Ksiezak
11. Doyle, Batchelor, Woodward, J. Holder
12. Screen, Herne, Hedley, Harding
13. Screen, Ksiezak, J. Holder, Proctor
14. Ch. Holder, Doyle, Gathercole, Hedley
15. Woodward, Herne, Sitera, Summers
16. Batchelor, Lindgren, Grajczonek, Harding
17. Doyle, Lindgren, Proctor, Herne (w/u)
18. Batchelor, Screen, Gathercole, Summers
19. Hedley, Woodward, Ksiezak, Grajczonek (d)
20. Ch. Holder, Sitera, J. Holder, Harding
21. Finał B: Lindgren, Woodward, Hedley, Sitera
22. Finał A: Ch. Holder, Batchelor, Screen, Doyle

### 5 runda – Sydney
Chris Holder mistrzem Australii. Chris triumfował we wszystkich rozegranych eliminacjach. W turnieju rozegranym w Sydney drugie miejsce zajął Troy Batchelor, który także w klasyfikacji generalnej został sklasyfikowany tuż za zwycięzcą. Brązowy krążek zdobył Joe Screen z Anglii.
- 11 stycznia 2008 r. (piątek),  Sydney

| Msc. | Zawodnik              | Stan                  | Pkt  |             |  |
| ---- | --------------------- | --------------------- | ---- | ----------- |  |
| 1    | (5) Chris Holder      | Nowa Południowa Walia | 13+3 | (3,2,3,3,2) |  |
| 2    | (11) Troy Batchelor   | Queensland            | 15+2 | (3,3,3,3,3) |  |
| 3    | (1) Jason Doyle       | Nowa Południowa Walia | 11+1 | (3,3,2,0,3) |  |
| 4    | (16) Cameron Woodward | Wiktoria              | 11+0 | (3,3,1,2,2) |  |
| 5    | (14) Fredrik Lindgren | bez stanu             | 10+3 | (2,1,3,3,1) |  |
| 6    | (7) Joe Screen        | bez stanu             | 10+2 | (2,2,3,2,1) |  |
| 7    | (6) Trevor Harding    |                       | 6+1  | (0,3,0,3,0) |  |
| 8    | (2) Aaron Summers     | Australia Południowa  | 8+u  | (2,2,2,2,0) |  |
| 9    | (13) James Holder     | Nowa Południowa Walia | 6    | (1,0,2,0,3) |  |
| 10   | (9) Robert Ksiezak    |                       | 5    | (0,1,1,0,3) |  |
| 11   | (3) Josh Grajczonek   | Queensland            | 5    | (1,0,2,0,2) |  |
| 12   | (12) Cory Gathercole  | Wiktoria              | 5    | (2,u,1,1,1) |  |
| 13   | (4) Filip Šitera      | bez stanu             | 4    | (d,2,d,2,0) |  |
| 14   | (8) Tom Hedley        | Wiktoria              | 4    | (1,0,0,1,2) |  |
| 15   | (15) Lee Herne        | Nowa Południowa Walia | 3    | (d,1,0,1,1) |  |
| 16   | (10) Tyron Proctor    | Wiktoria              | 2    | (1,0,0,1,0) |  |

Wyścig po wyścigu:
1. Doyle, Summers, Grajczonek, Šitera (d)
2. Ch. Holder, Screen, Hedley, Harding
3. Batchelor, Gathercole, Proctor, Ksiezak
4. Woodward, Lindgren, J. Holder, Herne (d)
5. Doyle, Ch. Holder, Ksiezak, J. Holder
6. Harding, Summers, Lindgren, Proctor
7. Batchelor, Screen, Herne, Grajczonek
8. Woodward, Šitera, Hedley (d), Gathercole (u)
9. Batchelor, Doyle, Woodward, Harding
10. Ch. Holder, Summers, Gathercole, Herne
11. Lindgren, Grajczonek, Ksiezak, Hedley (d)
12. Screen, J. Holder, Sitera (d), Proctor (d)
13. Lindgren, Screen, Gathercole, Doyle
14. Batchelor, Summers, Hedley, J. Holder
15. Ch. Holder, Woodward, Proctor, Grajczonek
16. Harding, Šitera, Herne, Ksiezak
17. Doyle, Hedley, Herne, Proctor
18. Ksiezak, Woodward, Screen, Summers
19. J. Holder, Grajczonek, Gathercole, Harding
20. Batchelor, Ch. Holder, Lindgren, Šitera
21. Finał B: Lindgren, Screen, Harding, Summers (u)
22. Finał A: Ch. Holder, Batchelor, Doyle, Woodward

### Tabela końcowa
| Msc. | Zawodnik         | Stan                  | Pkt |                  |  |
| ---- | ---------------- | --------------------- | --- | ---------------- |  |
| 1    | Chris Holder     | Nowa Południowa Walia | 100 | (20,20,20,20,20) |  |
| 2    | Troy Batchelor   | Queensland            | 86  | (15,18,17,18,18) |  |
| 3    | Joe Screen       | bez stanu             | 78  | (12,17,18,17,14) |  |
| 4    | Cameron Woodward | Wiktoria              | 78  | (18,14,15,14,17) |  |
| 5    | Fredrik Lindgren | bez stanu             | 77  | (16,15,16,15,15) |  |
| 6    | Jason Doyle      | Nowa Południowa Walia | 72  | (11,16,13,16,16) |  |
| 7    | Filip Šitera     | bez stanu             | 57  | (14,13,12,12,6)  |  |
| 8    | Robert Ksiezak   |                       | 47  | (10,10,11,6,10)  |  |
| 9    | Cory Gathercole  | Wiktoria              | 43  | (13,9,3,11,7)    |  |
| 10   | Aaron Summers    | Australia Południowa  | 39  | (9,11,4,3,12)    |  |
| 11   | Tom Hedley       | Wiktoria              | 37  | (2,4,14,13,4)    |  |
| 12   | Tyron Proctor    | Wiktoria              | 30  | (7,7,7,7,2)      |  |
| 13   | Travis McGowan   |                       | 29  | (17,12,-,-,-)    |  |
| 14   | Josh Grajczonek  | Queensland            | 28  | (6,2,9,2,9)      |  |
| 15   | Trevor Harding   |                       | 28  | (3,6,2,4,13)     |  |
| 16   | Lee Harne        | Nowa Południowa Walia | 26  | (4,3,6,10,3)     |  |
| 17   | James Holder     | Nowa Południowa Walia | 20  | (-,-,-,9,11)     |  |
| 18   | Richard Sweetman | Nowa Południowa Walia | 10  | (-,-,10,-,-)     |  |